# (8408) Strom
(8408) Strom est un astéroïde de la ceinture principale.

## Description
(8408) Strom est un astéroïde de la ceinture principale. Il fut découvert le 18 septembre 1995 à Kitt Peak par le projet Spacewatch. Il présente une orbite caractérisée par un demi-grand axe de 3,05 UA, une excentricité de 0,09 et une inclinaison de 0,3° par rapport à l'écliptique.

## Compléments